# Tyranny (videogioco)
Tyranny è un videogioco di ruolo del 2016 sviluppato da Obsidian Entertainment e pubblicato da Paradox Interactive per Microsoft Windows, OS X e Linux.

## Modalità di gioco
Tyranny presenta un'interfaccia isometrica. Alcuni elementi del gameplay sono stati paragonati alla serie The Elder Scrolls.

## Sviluppo
Annunciato alla Game Developers Conference del 2016, Tyranny usa una versione modificata del motore di Pillars of Eternity. All'E3 2016 sono state mostrate tre demo del gioco.